# NGC 2902
NGC 2902 is een lensvormig sterrenstelsel in het sterrenbeeld Waterslang. Het hemelobject werd op 8 februari 1785 ontdekt door de Duits-Britse astronoom William Herschel.

## Synoniemen
- MCG -2-24-30
- PGC 27004